# Emanuel Trípodi
Emanuel Trípodi (ur. 8 stycznia 1981 w Comodoro Rivadavia) – argentyński piłkarz grający na pozycji bramkarza.
W Primera División Argentina rozegrał 85 spotkań.